# Баша
За друго значење појма, види Баша (турцизам).
Баша (фр. Bachas) насеље је и општина у јужној Француској у региону Миди Пирене, у департману Горња Гарона која припада префектури Сен Годан.
По подацима из 2011. године у општини је живело 59 становника, а густина насељености је износила 22,52 становника/km². Општина се простире на површини од 2,62 km². Налази се на средњој надморској висини од 250 метара (максималној 364 m, а минималној 272 m).

## Демографија
| 1962. | 1968. | 1975. | 1982. | 1990. | 1999. | 2011. |
| ----- | ----- | ----- | ----- | ----- | ----- | ----- |
| 98    | 103   | 91    | 67    | 69    | 75    | 59    |

График промене броја становника у току последњих година